# Alatu
Alatu ali Alatum je bila boginja podzemnega sveta, ki so jo častila zahodnosemitska ljudstva, vključno s Kartažani. Zgledovala se je po mezopotamski boginji podzemlja Ereškigal. Alatu bi lahko izenačili tudi s kanaansko boginjo Arsaj.

## Sklic
1. ↑  Cook, Stanley Arthur (1930). The religion of ancient Palestine in the light of archaeology. Oxford Univ. Press. str. 122.

## Vir
- Michael Jordan. Encyclopedia of Gods. Kyle Cathie Limited, 2002.